# 佩德罗·阿方索城
佩德罗·阿方索城是巴西托坎廷斯州的一个市镇。总面积2010.892平方公里，总人口10295人，人口密度5.1人/平方公里。